# Thesea immersa
Thesea immersa är en korallart som beskrevs av Nutting 1910. Thesea immersa ingår i släktet Thesea och familjen Plexauridae. Inga underarter finns listade i Catalogue of Life.